# Grabación perpendicular
Grabación perpendicular o PMR (del inglés Perpendicular Magnetic Recording) es una tecnología para la grabación de datos en discos duros, demostrada como ventajosa por primera vez por el Profesor Shun-ichi Iwasaki del Instituto de Tecnología Tohoku en Japón en 1976.

## Ventajas
Se espera que la grabación perpendicular sea capaz de aumentar hasta 3 veces la densidad de almacenamiento de la grabación longitudinal para el mismo tipo de medio. Hubo unos primeros intentos de usar este sistema en disquetes en los años 1980 pero el sistema nunca fue seguro. Al día de hoy existe un renovado interés en usarlo para los discos duros, que están alcanzando rápidamente sus límites.
Se estima que, con la tecnología actual de discos duros con grabación longitudinal, se alcance un límite de entre 15,5 y 31 Gb/cm² (100 a 200 Gigabits por pulgada cuadrada) debido al efecto superparamagnético, aunque esta estimación está siendo continuamente revisada. Con la grabación perpendicular se esperan alcanzar densidades del orden de 155 Gb/cm² (1 Terabit por pulgada cuadrada).

## Tecnología
El principal reto a la hora de diseñar medios de almacenamiento magnéticos es mantener la magnetización del medio (que es como se almacena la información) a pesar de las fluctuaciones térmicas. Si la energía térmica disponible es demasiado alta en un punto determinado, habrá energía suficiente para eliminar esta magnetización, con lo que la información almacenada en dicho punto se perderá. Ya que la energía necesaria para eliminar la magnetización de una determinada región magnética es proporcional al tamaño de dicha región (cuanto mayor sea más estable y por tanto más inmune a la temperatura), hay un tamaño mínimo para estas regiones magnéticas a una determinada temperatura. Si el tamaño cae por debajo de este mínimo, la región podría ser desmagnetizada en cualquier momento por esta energía térmica disponible. La grabación perpendicular mantiene el mismo tamaño de región que en el estándar pero organiza las regiones magnéticas de una forma más eficiente.
La explicación sencilla para la ventaja de la grabación perpendicular es que permite mayores densidades de almacenamiento alineando los polos de los elementos magnéticos (que representan bits de información), perpendicularmente a la superficie del disco de grabación, como se muestra en la ilustración. Alinear los bits de esta forma ocupa menos espacio del necesario que si se hace longitudinalmente por lo que pueden ser agrupados, incrementando el número de elementos magnéticos que pueden ser almacenados en un área dada.
La explicación real es algo más complicada implicando el uso de materiales magnéticos "más fuertes" (mayor coercitividad magnética) como medio de almacenamiento. Esto es posible gracias al hecho de que, en una disposición perpendicular, el flujo magnético es guiado a través de una capa magnética "más débil" y relativamente gruesa situada justo bajo la capa "más fuerte" (complicando considerablemente y aumentando el grosor total del disco). Esta capa "más débil" puede ser considerada como una parte de la cabeza de escritura, haciendo que esta sea más eficiente y permitiendo la producción de un mayor gradiente de escritura con, esencialmente, los mismos materiales que para las cabezas de escritura longitudinales y permitiendo el uso de medios de mayor coercitividad magnética. Un medio de mayor coercitividad es más estable térmicamente, ya que dicha estabilidad es proporcional al producto del volumen del bit (o grano magnético) por la constante uniaxial anisótropa Ku, mayor para los materiales con alta coercitividad magnética.

## Implementaciones
- Toshiba fue la primera compañía en tener un disco disponible de 1.8 pulgadas usando esta tecnología en el 2005.

- En enero de 2006, Seagate Technology comenzó a comercializar los primeros discos de tamaño de 2.5 pulgadas para laptops usando dicha tecnología en el Seagate Momentus 5400.3. Segate anuncia que la mayoría de sus discos utilizaran dicha tecnología para fines del 2006.

- En abril Segate comienza a comercializar discos de 3.5 pulgadas con grabación perpendicular, el Cheetah de 15K (15.000 rpm), con capacidad de 300GB; ofreciendo un 30% de mejor rendimiento que sus predecesores de 73-125 MB/s . Seagate anuncia la disponibilidad del Barracuda, de 7200 rpm de 3.5 pulgadas con grabación perpendicular y capacidad de 750 GB, siendo comercializados a fines de abril.

- Hitachi GST promete un Microdrive de 20 GB. La primera laptop de Hitachi GST incluye un disco de 2.5 pulgadas basado en grabación perpendicular que estaría disponible a mediados del 2006, cuya futura capacidad sería de 160 GB.

- En junio de 2006, Toshiba anuncia a un disco duro de 2.5 pulgadas de 200 GB de capacidad, comenzando su producción en masa en agosto de 2006; buscando elevar la barrera en los discos de los equipos móviles.

- En julio de 2006, Western Digital anuncia la producción de la siguiente generación del WD Scorpio™ de 2.5 pulgadas usando el diseño y fabricación de dicha tecnología (PMR) para alcanzar los 80 GB de densidad de discos.

- En agosto de 2006 Fujitsu extiende su línea de 2.5 pulgadas, para incluir los modelos SATA utilizando tecnología de grabación perpendicular, con capacidad de 160 GB.

- En diciembre de 2006 Toshiba informa del nuevo disco duro de 100GB de dos platos basado en dicha tecnología (PMR) y que fue diseñado en el “corto” 1.8 pulgadas.

- En diciembre de 2006 Fujitsu anuncia el lanzamiento global del disco duro MHX2300BT de 2.5 pulgadas con capacidad de 250 y 300 GB.

- En enero de 2007 Hitachi GST lanza el primer disco de 1 Terabyte que usa esta tecnología, el cual fue comercializado en abril de 2007.